# François Godefroy
Pour les articles homonymes, voir Godefroy.
François Godefroy, né à Rouen en 1743 et mort à Paris le 28 avril 1819, est un graveur français.

## Biographie
Entré fort jeune à l’école de dessin de Rouen dirigée par Descamps, François Godefroy monta à Paris perfectionner son art. Il fut admis, dès son arrivée dans l’atelier du graveur Jacques-Philippe Le Bas.
Sorti de cette école, il entreprit de graver pour son propre compte. La première œuvre qui le fit connaître fut son Repos de soldats d’après Loutherbourg, œuvre bientôt suivie de deux paysages d’après Fragonard et des Nappes d’eau d’après Le Prince. À ces estampes s’ajoutèrent les Géorgiennes au bain de La Hyre, les Étrennes, Vue perspective de la ville de Rouen, prise du Grand-Cours d’après le tableau original de Hue, Spectacle historique gravé d’après les médailles du cabinet du roi et de celui de Sainte Geneviève, Galerie de Florence d’après les dessins de Wicar.
Il enrichit également de quelques gravures la collection de gravures du musée du Louvre. Il exécuta quelques sujets de grande composition, d’après Pillement, des Vues du mont Liban d’après Daniel Caffé, des portraits gravés au burin et la liste des députés à l'Assemblée Nationale de 1789 à 1790.
Godefroy était membre de l’Académie Impériale et Royale de Vienne, président de l’Athénée des Arts de Paris, de l’Académie de Rouen et de la Société libre d’Émulation de Rouen. Il a laissé un fils, Adrien Pierre François Godefroy (1777-1865) qui évolua également dans le milieu artistique.

## Œuvres
- Recueil d'estampes représentant les différents événements de la Guerre qui a procuré l'indépendance aux États-Unis de l'Amérique, Paris, Ponce et Godefroy, 1784 ;
- Collection d'estampes représentant les événements de la guerre, pour la liberté de l'Amérique septentrionale, Paris, Ponce et Godefroy 1784 ;
- Zélomir, Paris, P. Didot l'aîné, 1801 ;
- Sarratoga, Paris, Ponce et Godefroy, 1784 ;
- Précis du traité de paix, signé à Versailles le 3 septembre 1783, Paris, Ponce et Godefroy, 1784 ;
- Précis de cette guerre, Paris, Ponce et Godefroy 1784 ;
- Reddition de l'armée du Lord Cornwalis Paris, Godefroy et Ponce, 1784 ;
- La Reddition de Saratoga Paris, Godefroy et Ponce, 1784 ;
- Première Assemblée du Congrès Paris, Godefroy et Ponce, 1784 ;
- Prise de la Dominique, Paris, Ponce et Godefroy, 1784 ;
- Journée de Lexington, Paris, Ponce et Godefroy, 1784 ;
- Prise de l'isle de la Grenade, Paris, Ponce et Godefroy, 1784 ;
- Siege du Fort S. Philippe, Paris, Ponce et Godefroy, 1784 ;
- John Malcom, Paris, Ponce et Godefroy, 1784.